# 金汶根
金 汶根（キム・ムングン、김문근、1801年（純祖1） - 1863年（哲宗14））は、李氏朝鮮の権臣・国舅。字は魯夫、号は忠純。本貫は安東金氏で、父は金麟淳、後に金頤淳の養子になる、吏曹判書金洙根の弟、哲宗の義父にあたる。安東金氏の勢道政治を強化する一方で金銭で売官売職を行っていることで悪名高く知れ渡り、物欲が強かったこと、その上、体が肥満体であったことにつけて包物府院君(포물부원군)と蔑称されていた。

## 略歴
1841年（憲宗7）蔭補で繕工監仮監役に着任し、その後に県監を歴任した。1849年（憲宗15）憲宗が崩御した際、後継者いなかった為に豊壌趙氏との激しい口論につながり、安東金氏一族の密談で三人の最終候補者が現れた。最終候補は李夏銓、興宣君李昰応、李元範（後の哲宗）である。なかなか決定しないこの時、金汶根は李元範を推戴した。理由としては江華島で農民同様の生活をしていることであった。安東金氏内部では都合がよいとのことで徳完君に封爵し、直後に国王に冊封した。
この功績によって1851年（哲宗2）に娘が王后に冊封された。同時に自らは永恩府院君に封爵され、大匡輔国崇禄大夫の石高と領敦寧府事の爵位を得た。この頃から国舅として第2次安東金氏勢道政治の中心人物となって安東金氏の政治基盤を強化していた。また哲宗の相談役となって、護衛するために禁衛大将・摠戎使・訓錬都監大将なども歴任している。護衛には万全を期すも、哲宗の従兄弟の慶平君李晧を世子に冊封するなどの相談は全く無視していた。1860年大司憲徐戴淳が上疏を提出し、哲宗と親交があり、後継者として注目されていた慶平君は安東金氏を批判したとして処罰を主張した。この件で金汶根が哲宗に圧力をかけ、やむなく全羅道康津に流配して、宗正府の属籍及び慶平君の爵号を抹消した。このほか敦寧府都正李夏銓の逆謀を図っているとして死刑にたてた。
ちなみに国舅として1849年摂政となり、王族を逆族として排除していくことで勢道政治の基盤強化し、朝廷に多大な影響を及ぼした。哲宗の晩年にあたる1863年に死去し、哲宗は副器一部を与え、成服日には承旨を送り祭祀を執り行って3年間禄封を支給しながら、礼葬おこない、領議政に追贈された。

## 家系
- 五代祖：金昌集（김창집）
  - 高祖父：金済謙（김제겸）
    - 曾祖父：金省行（김성행）
      - 祖父：金履長（김이장）
        - 父：金麟淳（김인순）
        - 養父：金頤淳（김이순）
          - 正妻：興陽府夫人（흥양부부인）
            - 娘：哲仁王后